# WWE Elimination Chamber (2021)
Der 11. WWE Elimination Chamber 2021 (in Deutschland WWE No Escape) war eine Wrestling-Veranstaltung der WWE, die als Pay-per-View auf dem WWE Network ausgestrahlt wurde. Sie fand am 21. Februar 2021 im Tropicana Field in Saint Petersburg, Florida, Vereinigte Staaten statt. Es war die 11. Austragung des No Escape seit 2010. Die Veranstaltung fand zum ersten Mal in Florida statt.

## Hintergrund
Im Vorfeld der Veranstaltung wurden sechs Matches angesetzt. Diese resultierten aus den Storylines, die in den Wochen vor dem Elimination Chamber bei Raw und SmackDown, den wöchentlichen Shows der WWE, gezeigt wurden.
Vor dem Beginn der Veranstaltung, wurde das Match um die Raw Women’s Championship zwischen Asuka und Lacey Evans gecancelt, da Evans ihre Schwangerschaft verkündete.
Keith Lee, welcher ursprünglich für das WWE United States Championship Match vorgesehen war, wurde aufgrund einer Verletzung aus dem Match genommen. Um den dritten Teilnehmer, für das Match zu bestimmen wurde ein Fatal-Four-Way-Match für die Pre-Show zwischen Mustafa Ali, Elias, John Morrison und Ricochet angesetzt.

## Ergebnisse
| Matchart                                                  |                              |      |                                                               | Zeit  |
| --------------------------------------------------------- | ---------------------------- | ---- | ------------------------------------------------------------- | ----- |
| Fatal-Four-Way-Match Pre-Show-Match                       | John Morrison                | bes. | Elias, Mustafa Ali und Ricochet                               | 7:00  |
| No Escape-Match                                           | Daniel Bryan                 | bes. | Cesaro, Kevin Owens, Jey Uso, King Corbin und Sami Zayn       | 34:09 |
| Singles-Match um die WWE Universal Championship           | Roman Reigns (C)             | bes. | Daniel Bryan                                                  | 1:31  |
| Triple-Threat-Match um die WWE United States Championship | Riddle                       | bes. | Bobby Lashley (C) und John Morrison                           | 8:38  |
| Tag-Team-Match um die WWE Women’s Tag Team Championship   | Nia Jax & Shayna Baszler (C) | bes. | Sasha Banks & Bianca Belair                                   | 9:36  |
| No Escape-Match um die WWE Championship                   | Drew McIntyre (C)            | bes. | Kofi Kingston, Sheamus, Randy Orton, AJ Styles und Jeff Hardy | 31:21 |

| Funktion      | Name            |
| ------------- | --------------- |
| Kommentatoren | Byron Saxton    |
| Kommentatoren | Tom Phillips    |
| Kommentatoren | Samoa Joe       |
| Kommentatoren | Corey Graves    |
| Kommentatoren | Michael Cole    |
| Pre-Show      | Charly Caruso   |
| Pre-Show      | Peter Rosenberg |
| Pre-Show      | Booker T        |
| Pre-Show      | JBL             |
| Pre-Show      | Sonya Deville   |
| Ringansager   | Mike Rome       |
| Ringansager   | Greg Hamilton   |